# Чепелуэйт
«Чепелуэйт» (англ. Chapelwaite) — американский телесериал в жанре хоррор, экранизация рассказа Стивена Кинга «Поселение Иерусалим» с Эдриеном Броуди в главной роли. Премьерный показ проходил с 22 августа по 31 октября 2021 года. В феврале 2022 года шоу продлили на второй сезон, но в ноябре 2023 года оно было закрыто. Критики оценивают его как довольно неудачное.

## Сюжет
Действие сериала происходит в Америке в 1850 году. Отставной капитан Чарльз Бун после смерти молодой жены переезжает с детьми в фамильный особняк Чепелуэйт в штате Мэн. Ему приходится изучать историю своей семьи и бороться с тёмными силами, контролирующими здание. В этом Буну помогает гувернантка его детей Ребекка Морган, которая хочет написать о тайнах Чепелуэйта роман.
Литературной основой сценария стал рассказ Стивена Кинга «Поселение Иерусалим».

## В ролях
- Эдриен Броуди — капитан Чарльз Бун
- Эмили Хэмпшир — Ребекка Морган
- Дженнифер Энс — Онор Бун
- Сирена Гуламгаус — Лоа Бун
- Иэн Хо — Тейн Бун
- Эрик Петерсон — Сэмюэл Гэллап
- Кристофер Хейердал — Якуб
- Джулиан Ричингс — Филлип Бун
- Стивен МакКарти — Стивен Бун
- Горд Рэнд — министр Берроуз
- Трина Коркам — Мэри Деннисон

## Эпизоды
| №  | Название                                | Режиссёр         | Автор сценария                  | Дата премьеры    |
| -- | --------------------------------------- | ---------------- | ------------------------------- | ---------------- |
| 1  | «Кровь за кровь» «Blood Calls Blood»    | Бёрр Стирс       | Джейсон Филарди и Питер Филарди | 22 августа 2021  |
| 2  | «Помни о смерти» «Memento Mori»         | Бёрр Стирс       | Джейсон Филарди и Питер Филарди | 29 августа 2021  |
| 3  | «Наследие безумия» «Legacy of Madness»  | Джефф Ренфро     | Скотт Козар                     | 12 сентября 2021 |
| 4  | «Обещание» «The Promised»               | Джефф Козар      | Деклан де Барра                 | 19 сентября 2021 |
| 5  | «Пророк» «The Prophet»                  | Рэйчел Лайтермен | Джейсон Филарди и Питер Филарди | 26 сентября 2021 |
| 6  | «Предложение» «The Offer»               | Рэйчел Лайтермен | Скотт Козар                     | 3 октября 2021   |
| 7  | «Таинства Червя» «De Vermis Mysteriis»  | Дэвид Фрэйзи     | Деклан де Барра                 | 10 октября 2021  |
| 8  | «Продержаться ночь» «Hold the Night»    | Дэвид Фрэйзи     | Джейсон Филарди и Питер Филарди | 17 октября 2021  |
| 9  | «Сгущающаяся тьма» «The Gathering Dark» | Майкл Нанкин     | Скотт Козар                     | 24 октября 2021  |
| 10 | «Хранитель» «The Keeper»                | Майкл Нанкин     | Джейсон Филарди и Питер Филарди | 31 октября 2021  |

## Создание и оценки
Проект был анонсирован в декабре 2019 года . С самого начала было известно, что главную роль сыграет Эдриен Броуди; в марте 2020 года к касту присоединилась Эмили Хэмпшир. Съёмки должны были начаться в апреле 2020 года в Галифаксе в Новой Шотландии (Канада), но из-за пандемии коронавируса их отложили до июля. В июле 2021 года появился трейлер сериала. Премьера состоялась 22 августа 2021 года на Epix. В феврале 2022 года шоу было продлено на второй сезон, но в ноябре 2023 года руководство MGM+ решило закрыть сериал.
Рецензенты отмечают, что рассказ Кинга, лёгший в основу сериала, — совсем небольшое произведение, так что сюжет «Чепелуэйта» развивается достаточно медленно. По мнению Дениса Старостина («Мир фантастики»), сценаристы слишком разбрасываются, добавляя к оригинальному сюжету побочные линии и новых персонажей, из-за чего сериал получился «крайне растянутым» и выглядит как «сборная солянка всего, на чём строится творчество» Стивена Кинга. Станислав Зельвенский из «Афиши» посчитал, что шоу получилось достаточно атмосферным, «но для драмы этого недостаточно»: «„Чепелуэйт“ — малокровное, еле живое создание, постепенно вгоняющее в непреодолимую тоску».
Наряду с изначальной темой рока авторы шоу поднимают ряд социальных проблем, но органично соединить всё это, по мнению критиков, не удалось. На сайте-агрегаторе отзывов Rotten Tomatoes «Чепелуэйт» получил рейтинг 60 % со средней оценкой 6,2 из 10.